# 矢部郷
矢部郷（やべごう）は、肥後国（熊本県）の上益城郡の山間部にあった地域名。現在の山都町の一部。標高400-600m前後の高原で、九州のほぼ中央に位置する。阿蘇の南、阿蘇の外輪山の裾野に広がる（ただし南部の小峰などを除く）。冷涼で冬には降雪がある。肥後の有力豪族・一族であった阿蘇氏を語る上で、重要な場所である。

## 名産、名物
- 通潤橋（つうじゅんきょう）
- 八朔祭（はっさくまつり）

## 矢部郷と阿蘇氏
今は寂れた寒村だが、中世期においては、阿蘇神社大宮司家がこの地を拠点とし、絶頂にあった。阿蘇氏が拠点としたのは、現在の矢部高校がある敷地にあった「浜の館（はまのやかた）」である。阿蘇氏は菊池氏や相良氏と並び熊本を代表する一大豪族で、朝廷から度々高位の職階を叙した名門一族。